# 埃里萨尔
埃里萨尔（法語：Hérissart，法語發音：[eʁisaʁ]）是法国上法蘭西大區索姆省的一个市镇，属于亚眠区。

## 地理
埃里萨尔（50°1'38"N, 2°24'59"E）面积7.39 平方千米，位于法国上法蘭西大區索姆省，该省份为法国北部沿海省份，北起加来海峡省和北部省，西接滨海塞纳省和大西洋英吉利海峡，南至瓦兹省，东临埃纳省。
与埃里萨尔接壤的市镇（或旧市镇、城区）包括：巴沃兰库尔、孔泰、皮舍维莱尔、吕邦普雷、塔尔马、图唐库尔。

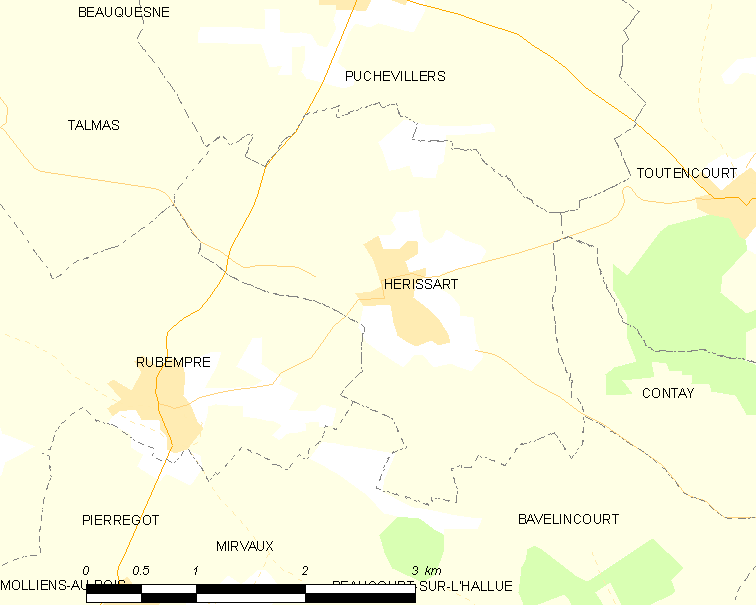
埃里萨尔的OSM定位图

埃里萨尔的时区为UTC+01:00、UTC+02:00（夏令时）。

## 行政
埃里萨尔的邮政编码为80260，INSEE市镇编码为80431。

## 政治
埃里萨尔所属的省级选区为阿尔贝县。

## 人口

1962-2008年间埃里萨尔人口变化图示

埃里萨尔于2022年1月1日时的人口数量为757人。